# 第一代里茲公爵托馬斯·奧斯伯恩
第一代里茲公爵托馬斯·奧斯伯恩（英語：Thomas Osborne，1632年2月20日—1712年7月26日），英國政治人物，曾擔任庫務大臣、樞密院議長等職位。
他在查理二世在位期間擔任庫務大臣一職，1674年受封為丹比伯爵。光榮革命時，他是邀請奧蘭治的威廉前往英國接下王位的「不朽七人」（the Immortal Seven）之一，革命後任樞密院議長，並受冊封卡馬森侯爵（Marquess of Carmarthen，1689年）、里茲公爵（1694年）。

## 家庭
1651年，托馬斯·奧斯伯恩與布莉琪·貝爾蒂（Bridget Bertie）結婚，兩人共有2子5女：
1. 凱瑟琳（1653年—1702年）
2. 愛德華（1655年—1689年）
3. 安妮（1657年—1722年）
4. 佩雷格林（英语：Peregrine Osborne, 2nd Duke of Leeds）（1659年—1729年）
5. 索菲亞（1661年—1746年）
6. 布莉琪（1664年—1718年）
7. 瑪莎（約1664年—1689年）